# 巴仁镇
巴仁镇，是中华人民共和国新疆维吾尔自治区喀什地区伽师县下辖的一个乡镇级行政单位。

## 行政区划
巴仁镇下辖以下地区：
迎宾路社区、团结路社区、胜利路社区、古宰尔路社区、平安路社区、巴仁村、阔什科瑞克村、叶坎克其克村、琼巴格村、阿热买里村、英吾乌斯塘博依村和菜罕纳村。